# 莫红军
莫红军（1992年1月1日—），越南足球运动员，司职前锋，為越南国家足球队隊员。
莫红军是一名越南足球运动员，现效力于越南足球甲级联赛广宁煤炭足球俱乐部。
莫红军出生于越南海阳，8岁时随家人移民至捷克布拉格。莫红军的职业足球生涯开始于布拉格斯巴达B队。